# Краснова Людмила Володимирівна
Людмила Володимирівна Краснова (29 вересня 1924, місто Київ — 13 лютого 2019, місто Дрогобич, Львівська область) — український науковець, літературознавець, доктор філологічних наук (1991), професор (1991), академік Академії наук вищої освіти України (1993).

## Біографія
Після закінчення середньої школи в 1945 році вступила на філологічний факультет Львівського державного університету імені Івана Франка. У 1950 році закінчила Львівський державний університет імені Івана Франка.
З 1950 працювала вчителем російської мови й літератури в селі Збоїще Куликівського району Львівської області, вчителювала в місті Борщеві Тернопільської області та в місті Берегові Закарпатської області.
Згодом вступила до аспірантури при Львівському державному університеті, 1958 року захистила кандидатську дисертацію (науковий керівник — професор М.Н. Пархоменко). 
У 1961—2015 роках — доцент, професор (з 1989) російської і зарубіжної літератури (з 1992 року — світової літератури) Дрогобицького державного педагогічного інституту (університету) імені Івана Франка. Працювала редактором студентської багатотиражки.
Одночасно, на початку 1970-х (до 1973 року) — декан філологічного факультету Дрогобицького державного педагогічного інституту імені Івана Франка. У 1973—1984 роках — завідувач кафедри російської і зарубіжної літератури Дрогобицького державного педагогічного інституту імені Івана Франка.
У 1991 р. захистила докторську дисертацію з проблем поетики Олександра Блока, у 1993 році стала академіком Академії наук вищої освіти України. У 2004 році одержала вищу наукову відзнаку — орден Ярослава Мудрого — за академічні досягнення та здобутки. Була нагороджена медаллю Академії наук вищої освіти України «За успіхи в науково-педагогічній діяльності». Лауреат премії ім. П. Волинського. Була членом Спілки Нащадків шляхетних родів України.
Наукові дослідження: проблеми художнього перекладу, інтерпретація тексту, інтертекстуальності, компаративістики, функції портрета; стиль і поетика Т. Шевченка, П. Куліша, І. Франка, О. Блока, О. Єсеніна, А. Малишка, Л. Костенко. Уклала «Словник метамови інтерпретатора художнього тексту» (К., 1994) і «Словник юного гуманітарія» (Дрогобич, 2007), брала участь в укладанні «Словника літературознавчих термінів» (Дрогобич, 2007; К., 2008). Людмила Краснова брала участь у створенні підручників для середньої школи. Підтримувала постійні наукові контакти з філологами та мистецтвознавцями Києва, Львова, Луцька та інших міст України, неодноразово опонувала під час захисту кандидатських та докторських дисертацій із різних проблем літературознавства, була членом спеціалізованої вченої ради із захисту докторських дисертацій у Київському національному університеті імені Тараса Шевченка. 

## Основні наукові праці
- Поэтика Александра Блока: Очерки. Л., 1973;
- Художественный мир Александра Блока: Учеб. пособ. Москва, 1990;
- До проблеми аналізу та інтерпретації художнього твору. Дрогобич, 1997;
- Поетика Ліни Костенко: Посібник. Луцьк, 2001;
- Поезія Ліни Костенко: Посібник для вчителів. Дрогобич, 2001;
- Іван Франко – Анна Ахматова. «Зів’яле листя». Поетика перекладу. Дрогобич, 2007.